# Casa Maria Sàbat
La Casa Maria Sàbat, o Casa Rigol, és un edifici modernista de Miquel Madurell i Rius protegit com a bé cultural d'interès local del municipi de Sant Sadurní d'Anoia (Alt Penedès).

## Descripció
És una construcció entre mitgeres, de planta baixa, dos pisos i terrat, amb un programa d'habitacle condicionat per la llargada del solar i la poca amplada de la façana. Tot l'èmfasi de l'obra està abocat a la façana, que resol amb una considerable delicadesa el problema d'una façana amb angle d'entrada mínim, en un punt on el carrer s'estreny. El resultat és una composició simètrica coronada per un magnífic pinacle a l'aresta, que, adaptant-se perfectament amb l'entorn, l'ajuda a configurar.

## Història
El 1903 s'emprèn aquesta obra al carrer Raval, dins el procés de recuperació econòmica
després de la crisi de la fil·loxera. La represa econòmica coincideix amb un nou impuls
constructiu al Raval, que s'havia frenat entre 1893 i el 1900. Aquesta nova etapa deixarà
mostres del modernisme i la casa de Maria Sàbat n'és un dels exemples destacat.
L'obra va ser un encàrrec de Francesc Rigol a l'arquitecte Miquel Madurell i Rius, que va ser nomenat arquitecte municipal de Sant Sadurní el 1904.